# Котиџвил (Јужна Каролина)
Котиџвил (енгл. Cottageville) град је у америчкој савезној држави Јужна Каролина.

## Демографија
По попису из 2010. године број становника је 762, што је 55 (7,8%) становника више него 2000. године.
| Група             | 2000.       | 2010.       |
| Белци             | 605 (85,6%) | 666 (87,4%) |
| Афроамериканци    | 84 (11,9%)  | 56 (7,3%)   |
| Азијати           | 3 (0,4%)    | 4 (0,5%)    |
| Хиспаноамериканци | 3 (0,4%)    | 16 (2,1%)   |
| Укупно            | 707         | 762         |